# Université de Lima
L’université de Lima (espagnol : Universidad de Lima) ou UL ou bien encore ULIMA est une université privée située à Lima, la capitale du Pérou.

## Historique
Dès le début des années 1960, un groupe d'enseignants a réfléchi à la création de l'université de Lima. Celle-ci ne fut fondée que deux ans plus tard, le 25 avril 1962 (décret no 23 du 25 avril 1962).

## Composition
L'université de Lima est composée de plusieurs écoles :
- École des sciences humaines
- École d'ingénieurs
- École de commerce

## Personnalités liées à l'université

### Professeurs
- Carlos Ferrero Costa, ancien Premier ministre du Pérou
- Valentín Paniagua, ancien président de la République du Pérou

### Étudiants
- Nadine Heredia, femme politique péruvienne
- Ricardo Belmont Cassinelli, homme politique péruvien